# گیلمن، میکرونزی
گیلمن یک روستا و منطقه شهرداری در ایالت یاپ در ایالات فدرال میکرونزی است. این منطقه در بخش جنوبی آبخوست یاپ قرار دارد و شش روستای «آنوت»، «گاچلاو»، «گورُر»، «مَگچاگیل»، «ثابِث»، و «تُوُوِی» را در بر می‌گیرد. جمعیت این منطقه شهرداری در سال ۲۰۱۰، ۲۵۲ نفر بود.

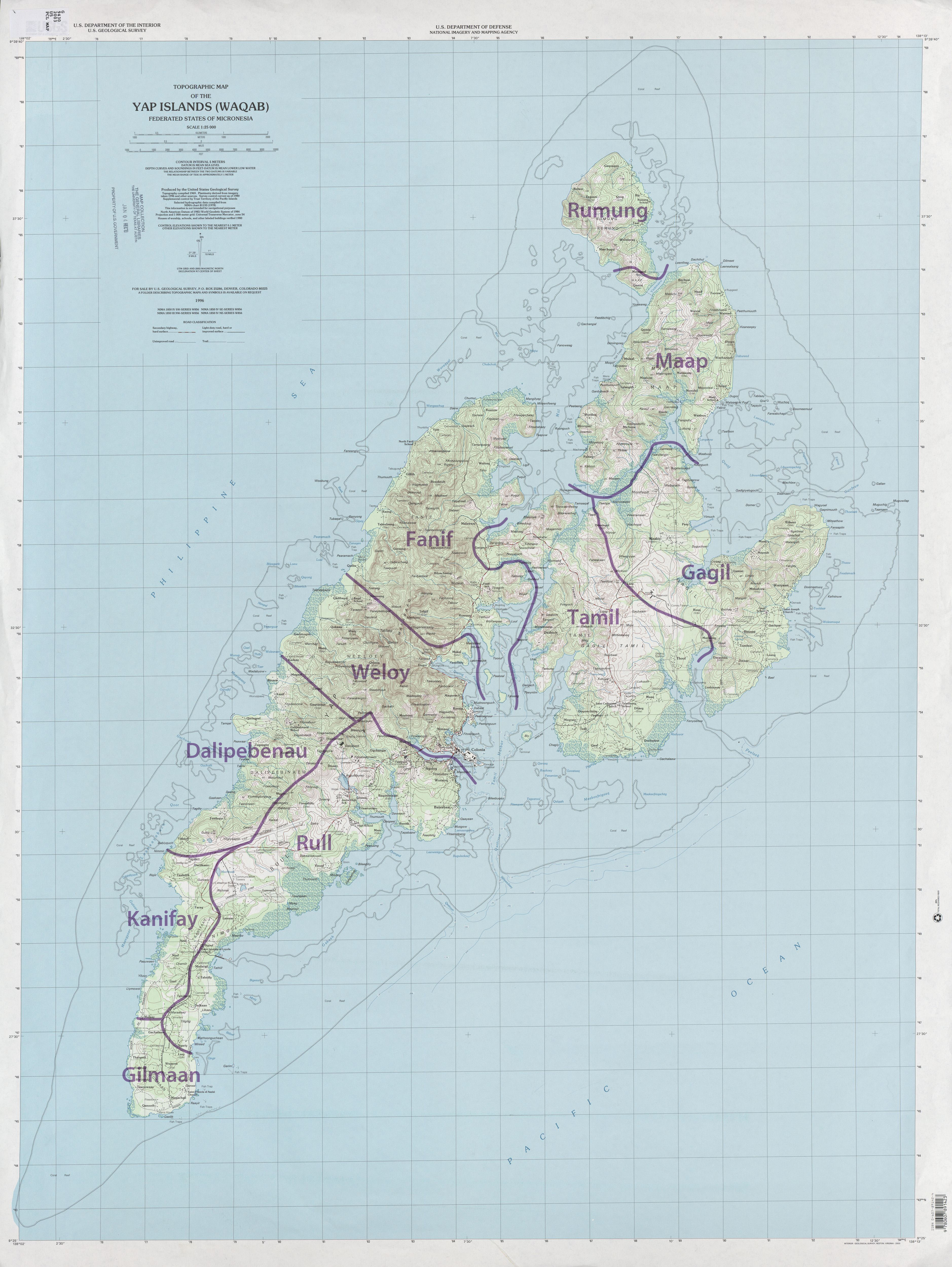
منطقه‌های شهرداری آبخوست یاپ

| ۱۹۵۸ | ۱۹۷۳ | ۱۹۸۰ | ۱۹۸۷ | ۱۹۹۴ | ۲۰۰۰ | ۲۰۱۰ |
| ---- | ---- | ---- | ---- | ---- | ---- | ---- |
| ۱۴۳  | ۲۱۷  | ۲۲۸  | ۱۸۳  | ۲۰۴  | ۲۳۳  | ۲۵۲  |